# Bjørnekult
Bjørnekult var et religiøst ritual, der tog udgangspunkt i drabet af en bjørn, og som sås praktiseret blandt samtlige regioner omkring den nordlige polarcirkel, herunder Skandinavien, Finland, Sibirien og Nordamerika. Ritualet indebar nedlæggelsen af en bjørn, der derefter blev fuldstændigt fortæret (inklusive knoglemarven) og ofret. I de mest formelle sammenhænge ofredes benstykkerne i den rækkefølge, de blev spist, og blev derefter begravet på samme vis, som knoglerne oprindeligt sad på dyret. De skandinaviske samers bjørnekult har inspireret flere sydeuropæiske kunstnere og forfattere, især med hensyn til den rolle, shamanen spillede i ritualet. 
Bjørnekult har givet ny indsigt i særligt Dorset-folkets måde at tænke på omkring krop og død. Der er fundet meget få skeletter fra dén tid, og kombineret med bjørnekultens rolle tyder det nu på, at de døde muligvis blev parteret og lagt ud naturen eller nedsænket i havet, for den måde at vende tilbage til naturen.